# Fossocarus creoleorum
Fossocarus creoleorum är en skalbaggsart som beskrevs av Henry Fuller Howden 1961. Fossocarus creoleorum ingår i släktet Fossocarus och familjen Melolonthidae. Inga underarter finns listade i Catalogue of Life.